# 陈铁军故居
陈铁军故居，位于中国广东省佛山市禅城区祖庙街道兰桂社区善庆坊6号，为广东省文物保护单位，类型为近现代重要史迹及代表性建筑，公布时间为2022年7月23日。
陈铁军故居的历史年代为1904年。